# Kryłos (Ukraina)
Kryłos (ukr. Крилос) – wieś na Ukrainie, w obwodzie iwanofrankiwskim, w rejonie halickim. 
W II Rzeczypospolitej wieś w powiecie stanisławowskim województwa stanisławowskiego. latach 1943-1944 nacjonaliści ukraińscy z OUN-UPA zamordowali tutaj 10 Polaków.

## Urodzeni we wsi
- Julian Romanczuk (ur. 24 lutego 1842, zm. 22 kwietnia 1932 we Lwowie) – ukraiński polityk, działacz społeczny i oświatowy, pedagog, dziennikarz i pisarz.

## Związani ze wsią
- Dymitr Pawłyszyn  (zm. 10 grudnia 1931) – nauczyciel, kierownik 4-klasowej szkoły powszechnej we wsi[2]